# Rosset

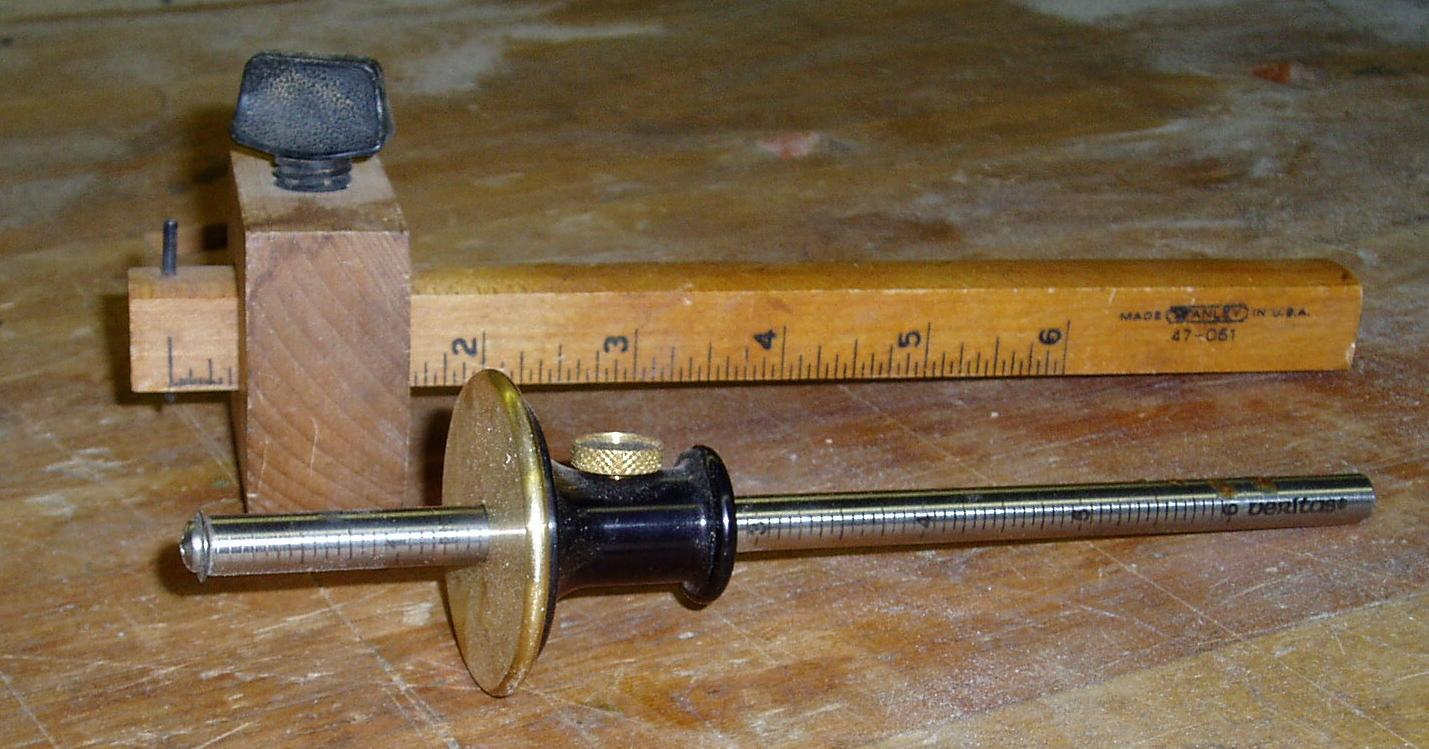
Dues menes de rossets.

Un rosset és una eina usada en fusteria (i també en ebenisteria i oficis artesans relacionats) per a marcar línies paral·leles envers una vora o superfície. També hi ha rossets adaptats a la construcció metàl·lica que acostumen a ser més sofisticats.

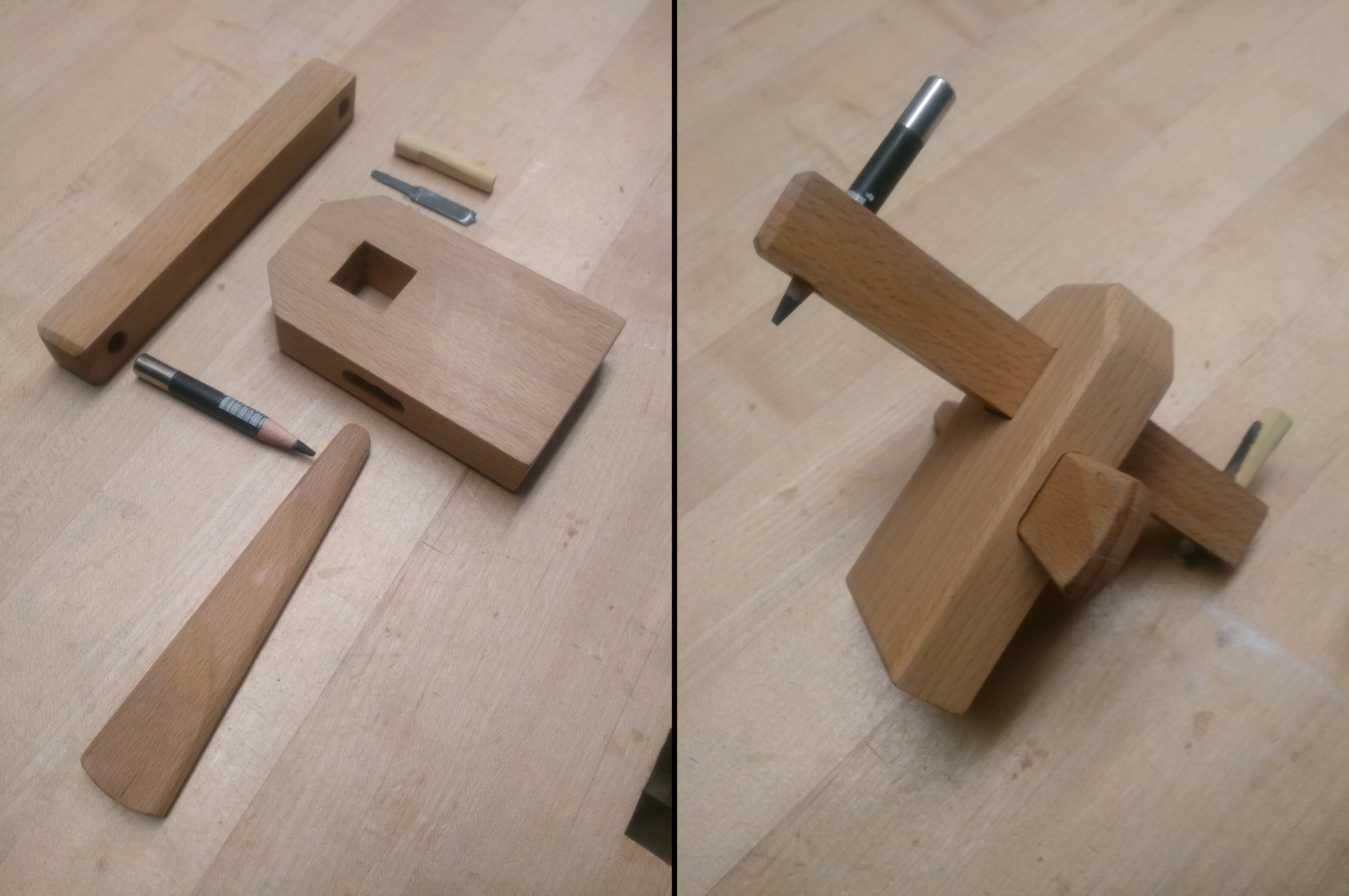
Imatge d'un rosset tradicional de fuster desmuntat i muntat.

## Forma tradicional
Un rosset tradicional consta de les parts següents:
- Base

Generalment formada per un bloc de fusta amb un trau que permet el pas del regle.
- Punta traçadora

Subjectada al regle i que pot ajustar-se a la mida adequada per a traçar. Pot consistir en un punxó, ganivet, o llapis.
- Regle

Fa funcions de guia i de suport de la punta traçadora. Pot ser graduat o no.
- Dispositiu de fixació

El regle es pot desplaçar en relació amb la base. El dispositiu de fixació (format per un cargol, lleva o tascó) permet immobilitzar el regle a la mesura desitjada abans de procedir al traçat.